# Hölders olikhet
Hölders olikhet (efter Otto Hölder) är en olikhet för integraler och serier inom den gren av matematik som kallas funktionalanalys, och kan ses som en generalisering av Cauchy–Schwarz olikhet. Olikheten är ett viktigt resultat i studiet av Lp-rum, där den används för att visa Minkowskis olikhet (vilket är triangelolikheten för Lp-rum och är nödvändig för att visa att rummen är normerade rum), samt ett antal andra uppskattningar.

## Formulering
Låt (S,Σ,μ) vara ett måttrum och låt {\displaystyle 1\leq p,q<\infty } med {\displaystyle {\frac {1}{p}}+{\frac {1}{q}}=1}. För mätbara funktioner, reell- eller komplexvärda, definieras Lp-normen som 
{\displaystyle \|\ .\ \|_{p}:f\mapsto {\biggl (}\int _{S}|f|^{p}\,\mathrm {d} \mu {\biggr )}^{1/p}}
Hölders olikhet ges nu av följande påstående:
{\displaystyle \|fg\|_{1}\leq \|f\|_{p}\|g\|_{q}.}
Detta kan också skrivas på integralform som 
{\displaystyle \int _{S}|f(x)g(x)|d\mu \leq {\biggl (}\int _{S}|f|^{p}\,\mathrm {d} \mu {\biggr )}^{1/p}{\biggl (}\int _{S}|g|^{q}\,\mathrm {d} \mu {\biggr )}^{1/q}.}
Eftersom en oändlig summa även kan ses som en integral (om man låter man {\displaystyle S=\mathbb {N} } och μ vara räknemåttet) så kan Hölders olikhet även formuleras för reella och komplexa talföljder (element i {\displaystyle \mathbb {R} ^{\mathbb {N} }} eller {\displaystyle \mathbb {C} ^{\mathbb {N} }}). Då fås följande olikhet: 
{\displaystyle \sum \limits _{k=1}^{\infty }|x_{k}\,y_{k}|\leq {\biggl (}\sum _{k=1}^{\infty }|x_{k}|^{p}{\biggr )}^{\!1/p\;}{\biggl (}\sum _{k=1}^{\infty }|y_{k}|^{q}{\biggr )}^{\!1/q}\forall \,\,(x_{k})_{k\in \mathbb {N} },(y_{k})_{k\in \mathbb {N} }\in \mathbb {R} ^{\mathbb {N} }{\text{ eller }}\mathbb {C} ^{\mathbb {N} }.}